# The Egg Crate Wallop
The Egg Crate Wallop è un film muto del 1919 diretto da Jerome Storm sotto la supervisione di Thomas H. Ince che ne era anche il produttore. Sceneggiato da Julien Josephson, il film aveva come interpreti principali Charles Ray e Colleen Moore.

## Trama
Dopo una rapina negli uffici della stazione dove lavora come assistente del corriere espresso, il giovane Jim Kelly si convince che il ladro possa essere Perry Wood, un tipo poco affidabile che pare aver conquistato anche il cuore di Kitty Haskell, la ragazza di cui Jim è innamorato. Così Jim parte alla volta di Chicago, dove spera di rintracciare Perry. In città, il giovane - che si è fatto i muscoli caricando e scaricando ogni giorno cassette di uova dal treno - conosce due boxeur che impressiona con i suoi montanti, tanto che viene assunto in una palestra come assistente allenatore. Dopo aver messo fuori combattimento 'Battling' Miller prima di un incontro, Jim lo sostituisce sul ring. Scopre che il suo avversario è proprio Wood: nei primi round, Jim ha la peggio. Ma, poi, il giovane tira fuori la grinta e usa il suo colpo proibito, un cazzotto che mette al tappeto Wood. Su Wood, poi, viene trovata una delle banconote rubate. È la prova che inchioda il vero colpevole della rapina. Jim, su cui gravava il sospetto di esserne stato l'autore, riacquista il proprio buon nome conquistando anche l'amore di Kitty.

## Produzione
Il film fu prodotto dalla Thomas H. Ince Corporation.

## Distribuzione
Il copyright del film, richiesto da Thos. H. Ince, fu registrato il 5 agosto 1919 con il numero LP14065.
Distribuito dalla Famous Players-Lasky Corporation e Paramount Pictures, il film uscì nelle sale cinematografiche degli Stati Uniti il 28 settembre 1919. In Francia, fu distribuito il 23 febbraio 1923 con il titolo Le Triomphe.
Copia della pellicola viene conservata negli archivi della Gosfilmofond.